# النظام القضائي في اليمن
 النظام القضائي في اليمن  هو السلطة القضائية في اليمن وتنص المادة الثالثة من الدستور اليمني أن الشريعة الإسلامية هي المصدر الرئيسي للتشريع وعلى هذا الأساس يتم إصدار الأحكام في المحاكم اليمنية على أسس تفسيرات القرآن والسنة. عدد كبير من القضاة والمستشارين في اليمن رجال دين في الأساس، لا يوجد هيئة للمحلفين وأغلب المحاكمات علنية ويحق لكل المتهمين استئناف الأحكام.
يُقسّم القضاء اليمني إلى ثلاثة مستويات: المحكمة الابتدائية، محكمة الاستئناف، المحكمة العليا.

## السلطة القضائية
ينص الدستور على أن القضاء سلطة مستقلة قضائياً ومالياً وإدارياً والنيابة العامة هيئة من هيئاته، وتتولى المحاكم الفصل في جميع المنازعات والجرائم، والقضاة مستقلون لا سلطان عليهم في قضائهم لغير القانون ولا يجوز لأية جهة وبأية صورة التدخل في القضايا أو في شأن من شئون العدالة ويعتبر مثل هذا التدخل جريمة يعاقب عليها القانون، ولا تسقط الدعوى فيها بالتقادم. والقضاء وحدة متكاملة، ويرتب القانون الجهات القضائية ودرجاتها ويحدد اختصاصاتها، كما يحدد الشروط الواجب توفرها فيمن يتولى القضاء وشروط وإجراءات تعيين القضاة ونقلهم وترقيتهم والضمانات الأخرى الخاصة بهم ولا يجوز إنشاء محاكم استثنائية بأي حال من الأحوال.

### المحكمة العليا
هي أعلى هيئة قضائية، ويحدد القانون كيفية تشكيلها ويبين اختصاصاتها والإجراءات التي تتبع أمامها، وتمارس على وجه الخصوص في مجال القضاء ما يلي:
1. الفصل في الدعاوى والدفوع المتعلقة بعدم دستورية القوانين واللوائح والأنظمة والقرارات.
2. الفصل في تنازع الاختصاص بين جهات القضاء.
3. التحقيق وإبداء الرأي في صحة الطعون المحالة إليها من مجلس النواب المتعلقة بصحة عضوية أي من أعضائه.
4. الفصل في الطعون في الأحكام النهائية وذلك في القضايا المدنية والتجارية والجنائية والأحوال الشخصية والمنازعات الإدارية والدعاوى التأديبية وفقا للقانون.
5. محاكمة رئيس الجمهورية ونائب الرئيس ورئيس الوزراء والوزراء ونوابهم وفقاً للقانون.

جلسات المحاكم علنية إلا إذا قررت المحكمة جعلها سرية مراعاة للنظام العام والآداب وفي جميع الأحوال يكون النطق بالحكم في جلسة علنية.

### محاكم الاستئناف
تنشأ في كل محافظة من محافظات الجمهورية اليمنية محكمة استئنافية تتألف من رئيس ونائب أو أكثر ومن رؤساء الشعب الاستئنافية وقضاتها. ويقوم رئيس المحكمة الاستئنافية بصفته المسئول الأول في المحكمة بمزاولة مهام وإدارة المحكمة وتسير أمورها وإدارة شئونها والإشراف على انتظام العمل فيها وفقا للدستور وقانون السلطة القضائية والقوانين واللوائح والقرارات الأخرى النافذة، وفي حالة تعذر على رئيس المحكمة مزاولة مهامه لأي سبب من الأسباب، ينوب عنه النائب الأول. كما يجوز لرئيس المحكمة الاستئنافية أن يفوض صلاحياته إلى النائب الأول، فالثاني.

### المحاكم الإبتدائية
تعتبر المحاكم الابتدائية من محاكم الدرجة الأولى، حيث يعرض النزاع أمامها لأول مرة، وهي إما تتألف من قاضٍ فرد أومن ثلاثة قضاة (دائرة ثلاثية) في حالة توفر عدد كاف من القضاة وتكون للمحكمة الابتدائية الولاية العامة للنظر في جميع القضايا. مع العلم أن أحكام المحكمة الابتدائية قابلة للاستئناف، إلاَّ إذا نص القانون على خلاف ذلك. ويرأس المحكمة الابتدائية قاضي يقوم بتسيير أمور المحكمة وإدارة شئونها والإشراف على انتظام العمل فيها وتنفيذ مهامها وفقاً لقانون السلطة القضائية وقانون الخدمة المدنية ولائحته التنفيذية والقوانين واللوائح والقرارات الأخرى النافذة، وفي حالة تعذر على رئيس المحكمة مزاولة مهامه لأي سبب من الأسباب، ناب عنه في مزاولة تسيير أمور المحكمة وإدارة شئونها والإشراف على انتظام العمل فيها قاضٍ آخر يكلفه رئيس محكمة الاستئناف.
يوجد نوع من المحاكم الابتدائية تعرف بمحاكم الأحداث تختص بالنظر في قضايا الأحداث، ينظمها ويحدد تشكيلاتها واختصاصاتها والإجراءات التي تتبع لديها قانون خاص بالأحداث.
تختص المحاكم الابتدائية بالنظر في كافة المنازعات، فهي دون غيرها من المحاكم تختص بالحكم ابتدائياً في جميع الدعاوى التي ترفع إليها أياً كانت قيمتها أو نوعها، وبالتالي فالاختصاص منعقد نوعياً للمحاكم الابتدائية بالنظر في مختلف الدعاوى سواءً كانت جنائية أو تجارية أو مدنية أو أحوال شخصية أو غيرها من القضايا وعليه فإنه لا يجوز قانوناً إنشاء محاكم استثنائية خارج إطار السلطة القضائية أخذاً بمبدأ وحدة القضاء استناداً إلى المادة (148) من الدستور والتي تنص على أن «القضاء وحده متكاملة ويرتب القانون الجهات القضائية ودرجاتها ويحدد اختصاصاتها...».

### مجلس القضاء الأعلى
ينظمه القانون ويبين اختصاصاته وطريقة ترشيح وتعيين أعضائه، ويعمل على تطبيق الضمانات الممنوحة للقضاة من حيث التعيين والترقية والفصل والعزل وفقاً للقانون، ويتولى المجلس دراسة وإقرار مشروع موازنة القضاء، تمهيداً لإدراجها رقماً واحداً في الموازنة العامة للدولة.

## الفساد
يفتقر القضاء للاستقلالية، فغالبا ما يكون هنالك تدخل وسيطرة من قبل السلطة التنفيذية. فهناك تقريبا 80 فقرة من قانون السلطة القضائية تتعارض مع الدستور اليمني وشروطه فيما يتعلق باستقلالية القضاء، إذ تقول المادة 149 «القضاة مستقلين وغير خاضعين لأي سلطة، باستثناء القانون، ولا يمكن لأي أجهزة أخرى التدخل بأي طريقة كانت في شئون وإجراءات القضاء، ويمثل أي تدخل كهذا جريمة يعاقب عليها القانون». كما أن قانون العقوبات يجرم التأثير على القضاة، ويحرم بالتحديد تدخل أي «شخص مدني أو شخصية نافذة» في شئون القاضي. ورغم وجود هذه الشروط القوية والصارمة، إلا أن الوضع في الواقع يختلف، حيث يخضع القضاء سياسيا وبيروقراطيا للسلطة التنفيذية.

## الصلح
الصلح هو «حسم الخلافات بطريقة غير رسمية» تشير التقارير عن قيام القضاة بعقد جلسات قات مع أطراف القضايا لحلها. ورغم عدم وضوح تكرار هذه الظاهرة، يمكن للقضاة الفصل في نزاعات قضايا رسمية مرفوعة في المحاكم في هذه الجلسات غير الرسمية.
وبشكل عام، يتم في الغالب مطالبة القضاة اليمنيين لفصل النزاعات خارج إطار أعمالهم الطبيعية، وخارج إطار المحاكم، لأن هذه الطريقة، في العادة، أكثر فعالية واقتصادية للتوصل إلى تسوية بين أطراف النزاع أو القضية. ويكون حسم هذه النزاعات، وفقا لطريقة الصلح هذه، قائما على أساس التراضي بين الأطراف المعنية.
ويكون الهدف هو الوصول إلى اتفاق يتم بموجبه إغلاق ملف القضية، عوضا عن الوصول لحل وفقا للنصوص القانونية أو للحوادث المماثلة السابقة. ولا يثق اليمنيين بشكل كبير في النظام الرسمي للعمل بحيادية في النزاعات، أو في قدرة المحكمة على تطبيق المعايير القانونية بشكل نزيه للوصول إلى حكم صحيح وفقا للقانون.